# RITCS
RITCS (съкратено от Royal Institute for Theatre, Cinema and Sound) е медийно и театрално училище в Брюксел, част от Erasmushogeschool Brussel.

## Описание
В образователната институция студентите придобиват различни специализации: анимационен филм, документален филм, драма (режисура или актьорско майсторство), звук, монтаж, сценични техники, управление на продукцията, радио, писане и телевизия. В допълнение към професионално ориентираната бакалавърска степен по аудиовизуални изкуства и сценични изкуства се предлагат и академично ориентирани бакалавърски и магистърски степени. Училището се състои от два кампуса. Основната сграда разполага с класни стаи, звукозаписни студия, студентски секретариат, кафене и кино.